# Jan Rusinek
Jan Rusinek (ur. 2 grudnia 1950) – polski szachista oraz kompozytor szachowy, arcymistrz kompozycji szachowej od 1992 roku.

## Życiorys
Od roku 1971 był redaktorem działu kompozycji szachowej w miesięczniku "Szachy", a następnie (po likwidacji tego czasopisma w roku 1990) - w "Szachiście". W roku 1983 otrzymał tytuł sędziego międzynarodowego, natomiast w 1992 - arcymistrza kompozycji szachowej. Opublikował około 100 kompozycji, zdobywając ponad 30 nagród. Spośród jego zadań, 8 zostało wyróżnionych w albumach Międzynarodowej Federacji Szachowej. Jest również dwukrotnym mistrzem Polski w dziale studiów.

## Wybrane publikacje
- Władysław Rosolak, Jan Rusinek. Najpiękniejsze polskie miniatury. Warszawa, 1986.
- Jan Rusinek, Piotr Ruszczyński. 64 Polish Chess Compositions. 1989.